# Trg Kongens Nytorv
Kongens Nytorv (dob. Kraljevi novi trg) je javni trg v  Københavnu na Danskem, v središču mesta na koncu ulice za pešce Strøget. Največji trg v mestu, leta 1670 ga je uredil Kristijan V. Danski v povezavi z večjo razširitvijo utrjenega mesta, v središču pa je njegov konjeniški kip. Pobuda je središče mesta preselila iz srednjeveškega območja okrog Gammeltorva, takrat blatne srednjeveške tržnice, na tlakovan nov trg z vrtnim kompleksom, ki ga je navdihnilo kraljevo urbanistično načrtovanje Pariza iz zgodnjega 17. stoletja.
Pomembne stavbe, ki gledajo na trg, so Kraljevo dansko gledališče iz leta 1874, palača Charlottenborg iz leta 1671 (zdaj Kraljeva danska akademija lepih umetnosti), palača Thott iz leta 1683 (zdaj francosko veleposlaništvo), hotel D'Angleterre in veleblagovnica Magasin du Nord.

## Zgodovina

### Novi Kopenhagen
V začetku 17. stoletja je bilo območje, ki je kasneje postalo Kongens Nytorv, zunaj københavnskih utrdb, saj je vzhodni del obzidja, Østervold, potekal vzdolž zahodnega roba sedanjega trga z vzhodnimi mestnimi vrati, Østerport, ki so na koncu ulice Østergade. Zunaj vrat se je proti morju razprostiral valovit teren. Kot del ambicioznih načrtov Kristijana IV. za krepitev Københavna kot regionalnega središča je želel podvojiti območje utrjenega mesta, je leta 1606 pridobil 200 hektarjev zemlje zunaj Østerporta. Da bi zaščitil novo mestno četrt, imenovano Novi København (dansko Ny København) ali mesto svete Ane (dansko Sankt Annæ By), je začel graditi reduto, postajo svete Ane (dansko Sankt Annæ Skanse), na mestu, ki je kasneje postalo Kastellet. Leta 1627 je bila na tem mestu dozidana carinarnica. V začetku leta 1640 je bil stari Østervold popolnoma opuščen v korist novega obzidja severneje, lokacija novega kraljevega trga Kongens Nytorv pa je bila določena leta 1647 z izgradnjo ulice Gothersgade. Glavni načrt, ki ga je ustvaril inženir Axel Urups, naj bi bil Kongens Nytorv povezan z morjem s kanalom.

### Ustvarjanje trga
V tem času, pod vladavino Friderika III., je bilo mesto kaotično območje, kjer so prevladovali ostanki starih obzidij in kupi smeti, skorajda neprehodno, ko ga je mokro vreme spremenilo v blatno močvirje. Zaradi topografije in oviranega značaja prostorov je bilo mesto popularno znano kot Hallandsåsen, sklicevanje na istoimenski horst, ki ga je bilo treba prečkati med potovanjem iz Skanije in Hallanda.
Kmalu po kronanju Kristijana V. leta 1670 se je odločil trg zravnati in tlakovati. Ta odločitev je bila sprejeta predvsem iz vojaških razlogov, njegova strateška lokacija s skoraj enako oddaljenostjo od vseh točk vzdolž obzidja mesta, zaradi česar je zelo primeren kot osrednji alarmni trg. Hkrati naj bi trg služil kot place royale z navdihom iz Francije.

### Zgodnje stavbe
Zemljišča okoli novega trga so razdelili zainteresiranim premožnim meščanom, tudi ljudem iz novih vrst. Stavbe, ki gledajo na trg, so morale biti vsaj dvonadstropne in ustrezati določenim standardom. Ulrik Frederik Gyldenløvem, polbrat Kristijana V., je sredi 1780-ih na trgu dokončal svoj dvorec Gyldenløve. Admiral Henrik Bjelke je v 1670-ih na trgu postavil še eno mestno graščino. Leta 1721 ga je pridobil Ulrik Adolf von Holstein in je bil od takrat naprej znan kot Dvorec Holstein (dansko Holsteins Palæ). Dvorec Juel je bil dokončan za mornariškega častnika Nielsa Juela leta 1683. Carl Christian von Gram je bil tudi lastnik mestnega dvorca na trgu.
Leta 1688 je bil slovesno odprt baročni vrtni kompleks z drevesi okoli parterja in pozlačenim konjeniškim kipom Kristjana V. v njegovem središču. Leta 1747 je Friderik V. celoten trg ponovno zgradil kot vojaško vadbišče in prizorišče za slovesnosti kraljevih čet do leta 1908, kjer je bil trg preoblikovan v prvotno zasnovo.

## Lastnosti

### Konjeniški kip
Konjeniški kip Kristjana V. je ustvaril francoski kipar Abraham-César Lamoureux. Iz leta 1688 je najstarejši konjeniški kip v Skandinaviji. Prvotno izdelan iz pozlačenega svinca, je bil leta 1939 preoblikovan v bron.
Po neposrednem navdihu konjeniškega kipa Ludvika XIII., postavljenega v središču Place des Vosges v Parizu leta 1639, prikazuje kralja, oblečenega kot rimski imperator, z lovorovim vencem okrašeno čelado.
Ob vznožje podstavka je Lamoureux postavil štiri alegorične kipe. Proti palači Charlottenborg stojita figuri Minerve in Aleksandra Velikega, ki predstavljata preudarnost in moč, na nasprotni strani pa sta kipa Herkula in Artemizije, poosebitvi moči in časti.
Čeprav je Lamoureux upodobil konja v koraku, podobnem kasu, po navdihu konja Marka Avrelija na Kapitolskem griču, je oblika povzročila hude težave zaradi mehke kovine, uporabljene za ulivanje. Konstrukcijo je bilo zato treba okrepiti, Lamoureux pa je uvedel figuro golega moškega, ki je čepel pod konjevim kopitom, ki pooseblja zavist, a hkrati daje oporo konjskemu sodu kot najšibkejši točki kipa. Vendar pa so se skozi stoletja težave s kipom nadaljevale, zlasti s konjevo sprednjo levo nogo, in končno so profesorju Einarju Utzon-Franku z Danske akademije lepih umetnosti naročili, da kip preoblikuje v bron. To se je dogajalo od leta 1939 do 1942, nov kip pa je bil slovesno odprt 22. maja 1946.

### Vrtni kompleks Krinsen
Krinsen je stara oblika danske besede Krans, kar pomeni krog ali venec. Gre za eliptični parter, ki obdaja kip Kristijana V. Elipsa je bila v tistem času priljubljena geometrijska oblika, očiten primer eliptičnega vzorca v tlaku okoli kipa Marka Avrelija na Piazza del Campidoglio. Okoli parterja so zasadili dve vrsti dreves. Leta 1711 so vrtni kompleks preuredili, preden so ga leta 1747 opustili, ko so vrt odstranili, da bi naredili prostor za vojaške vaje, pri čemer so nekatera drevesa v celoti izkopali, tako da je ostal samo konjeniški kip. Nekatera drevesa izkopana drevesa so bila ponovno uporabljena za postavitev drevoreda Østre Allé. V letih 1855-56 so okoli kipa posadili nove vrste brestov, ki pa so do leta 1998 umirali zaradi nizozemske bolezni brestov in so jih odstranili. Leta 2001 je bilo v sklopu velike prenove trga zasajenih 80 lip.

### Stari kiosk
Na trgu stoji stari kiosk in telefonska omarica iz leta 1913. Zgrajen v baročnem slogu z bakreno streho in ročno izrezljano ornamentiko. Nekoč je ponujal tudi prvo javno telefonsko povezavo v Københavnu, od koder je bilo mogoče klicati vsak dan razen nedelje od 10. do 20. ure. Danes je v njem majhna kavarna s postrežbo na prostem.

## Okoliške stavbe

### Nyhavn do Holmens kanala
Palača Charlottenborg, zgrajena v letih 1672-1683, je najstarejša stavba na trgu. Zdaj je dom Kraljeve danske akademije za likovno umetnost in razstavnega prostora Kunsthal Charlottenborg.
Hiša Harsdorff (št. 3-5) je bila zgrajena leta 1780 po načrtih Casparja Frederika Harsdorffa. Pročelje stavbe naj bi služilo kot model številnim gradbenim mojstrom tistega časa, ki so imeli malo ali nič akademske izobrazbe.
Sedanja stavba kraljevega danskega gledališča (št. 1) je iz let 1872–74 in jo je zasnoval Wilhelm Dahlerup. Njen prizidek Stærekassen v slogu Art nouveau iz leta 1931, ki se razteza čez ulico Tordenskjoldsgade, je bil zgrajen kot podaljšek gledališča in nov dom za Danmarks Radio.

### Nyhavn do Gothersgade
Dvorec Thott (št. 4) je iz leta 1683 in je zdaj dom francoskega veleposlaništva. Št. 8 je bila zgrajena za A. P. Moller-Maersk Group leta 10+9 in ladjar je imel sedež v stavbi do leta 1979. Pisarna Jyllands-Posten v Københavnu je bila nato v stavbi do leta 2010.
Hiša Lihme (št. 18) je iz leta 1787.

### Gothersgad do Holmens Kanale
Št. 26 je bila zgrajena za Great Northern Telegraph Company leta 1898. Podjetje je imelo sedež v stavbi do leta 2008. Stavba je iz leta 1767. Hotel D'Angleterre (št. 34) je eden najstarejših in najprestižnejših hotelov v Kopenhagnu. Sedanja stavba je iz leta 1874.
Magasin du Nord (št. 13), vodilni oddelek, odprt v letih 1893-94. Hviids Vinstue (št. 19) je najstarejša gostilna v Københavnu.

## Uporaba

### Zunanji razstavni prostor
Trg se pogosto uporablja kot razstavni prostor na prostem, predvsem za fotografske razstave.

### Drsališče
Pozimi je okrog Krinsena zgrajeno krožno drsališče na površini 2200 m². Drsanje je brezplačno, na voljo pa je tudi izposoja drsalk.

### Maturantske proslave
Po stari tradiciji maturanti iz območja Københavna, ko diplomirajo junija, pridejo v Kongens Nytorv z avtobusi, tovornjaki ali konjskimi vpregami, da bi plesali in tekali okoli Krinsena ter metali maturantske kape v zrak in tako slavili diplomo.